# Anasigerpes heydeni
Anasigerpes heydeni är en bönsyrseart som beskrevs av Werner 1908. Anasigerpes heydeni ingår i släktet Anasigerpes och familjen Hymenopodidae. Inga underarter finns listade i Catalogue of Life.